# Smart Electric Drive
El Smart electric drive (actualmente Smart EQ) es un automóvil eléctrico basado en el Smart Fortwo. En sus inicios por el año 2007 se conocía como "Smart EV" (Electric Vehicle), que fue unas pruebas de la marca con este tipo de motor con muy pocas unidades.
El Smart Fortwo ED o también llamado directamente Smart ED, cuyas letras ED significan Electric Drive (motorización eléctrica), paso como nombre oficial durante un periodo largo, desde su segunda generación hasta la cuarta de 2009 a 2019, siendo como novedad eléctrica de la marca, que hasta 2017 solo se comercializaba en una única carrocería, la gama Fortwo, y desde entonces añaden y se electrifican los modelos Cabrio y Forfour.
Es a mediados del 2019 cuando se pasa a llamar Smart EQ con la denominación comercial oficial referente a los vehículos eléctricos de la marca, quedando solo los tres modelos; EQ Fortwo, EQ Forfour y EQ Cabrio. También es un cambio importante, ya que la marca Smart se convierte 100% eléctrica tras el cambio con solo tres modelos citados en su cartera, ya no se ofrecerá más con motores de combustión, y que dejarán de producirse sus modelo gasolina desde el 31 de mayo de 2019.
La primera versión de este coche fue lanzada en 2007, sobre la base del Smart Fortwo w450 con una reducida serie de 100 unidades probadas en Londres. El primer Smart Fortwo EV se entregó al Ayuntamiento de Coventry, en Reino Unido, el día 21 de diciembre de 2007.  
Luego, en 2009, apareció una segunda serie mejorada, desarrollada sobre la base del Smart Fortwo w451 cuya producción y comercialización llegó a los 2.000 vehículos en manos, sobre todo, de instituciones y empresas. Desde el 9 de febrero de 2009 el sitio web oficial de Smart suprimió datos sobre una futura producción del Smart Fortwo ED, aunque ya se espera su lanzamiento al público para fabricación en serie para 2012. Es en agosto de 2011 cuando se presentó la tercera generación, repitiendo fórmula con misma carrocería Fortwo w451 cuya producción inicial estimada era de 10 000 unidades y cuya venta estaría destinada esta vez, más abierta al público en general. Llegados a octubre del 2016 se conoce la cuarta generación, esta vez tiene como base el nuevo modelo y último Smart Fortwo w453, ya visto en 2014 en su versión de combustión, que fue presentado al público en el Salón del Automóvil de París como novedad eléctrica de la marca, se muestra esta vez en las tres carrocerías de la gama Smart, el Fortwo de dos plazas, Forfour de cuatro plazas y Cabrio de dos plazas y primer coche eléctrico descapotable del mundo. Aunque llega en abril de 2017 al mercado Europeo para su comercialización. Es desde el año 2019, que la marca Smart, cambia la denominación ED, por EQ, siendo la misma base del último w453. El sistema de impulsión eléctrico no ha cambiado desde el citado Smart Fortwo Electric Drive de 2017. El Smart EQ que no es otra cosa que una actualización del diseño y equipamiento del Smart ED de cuarta generación eléctrica, cuyos cambios no afectan a la dinámica.[cita requerida]

## Primera generación

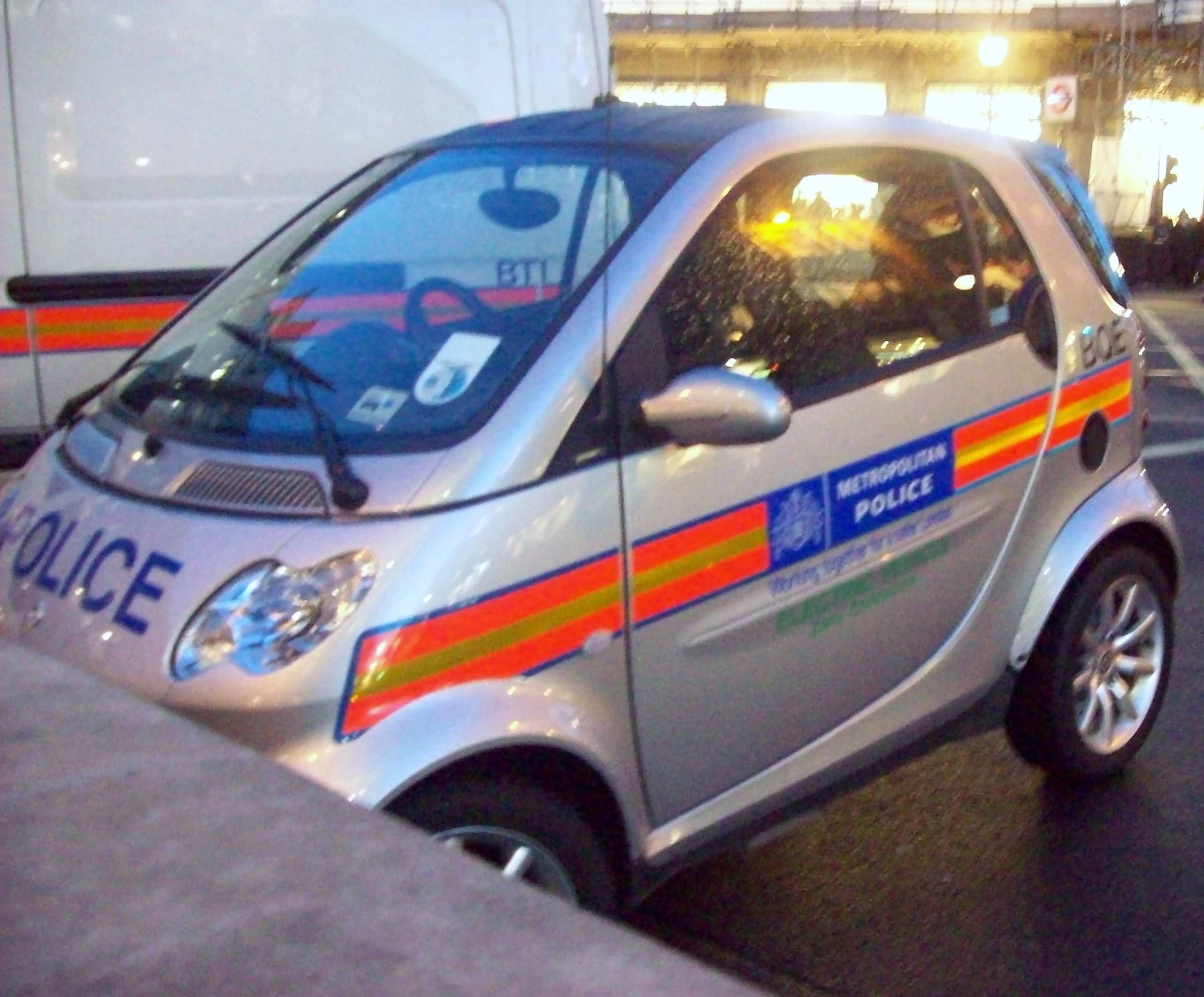
Smart EV de policía en Londres.

Lanzada en 2007, sobre la base del Smart Fortwo w450 con una reducida serie de 100 unidades probadas en Londres.
El primer coche de Zytek Electric Vehicles. Se trata de un automóvil urbano para dos pasajeros equipado con un motor trasero de 13,2 kWh (48 MJ) que manda la potencia a las ruedas traseras.

## Segunda generación
Lanzada en 2009, desarrollada sobre la base del Fortwo w451, su producción llegó a los 2000 vehículos comercializados sobre todo, para instituciones y empresas. Su precio se especula por debajo de los US$20 000 (equivalente a $28 404 en 2023).

## Tercera generación
También repitiendo fórmula con el modelo Fortwo w451. Presentada en agosto de 2011, y con fecha de venta prevista para el inicio de 2012, su producción inicial estimada es de 10 000 unidades y su venta está abierta al público en general.

### Especificaciones técnicas
- Potencia máxima: 54 kW (73 CV; 72 HP).
- Motor: Bosch
- Batería: 17,1 kWh (62 MJ) Daimler y Deustche ACCUmotive
- Autonomía: 140 km (87 millas).
- Tiempo de recarga: 8 horas recarga normal o 1 hora recarga rápida.
- Aceleración 0 a 60 km/h (0 a 37 mph): 5.0 segundos.
- Aceleración 0 a 100 km/h (0 a 62 mph): < 13 segundos.

### Alquiler
Esta generación de Smart fue escogida por la empresa de alquiler de vehículos sin conductor Car2go filial de Daimler AG para prestar sus servicios en la ciudad de Madrid desde noviembre de 2015.

## Cuarta generación
Su mayor evolución aparte de nueva carrocería Fortwo w453 es el nuevo cargador integrado en el vehículo, de 7,2 kW (9,8 CV) frente al de 3,3 kW (4,5 CV) que montaba el Smart Fortwo eléctrico anterior. Esto permite recargar las baterías hasta el doble de rápido que antes. Otra de las novedades del Smart ED es la aplicación llamada smart control, que permite acceder desde nuestro teléfono inteligente, tableta o PC a información del vehículo como el nivel de carga, la presión de los neumáticos o la autonomía disponible. Además, se ofrecen la carga inteligente, ya que el coche elige las horas con tarifa eléctrica más reducida o se carga en los horarios que indiquemos y la preclimatización. Esta última ofrece la posibilidad de calentar o refrescar el habitáculo a 21 °C (70 °F), activando incluso la luneta trasera calefactable o los asientos calefactables, antes de que entremos, siempre y cuando haya al menos un 30% de carga en la batería. Desde la aplicación podemos fijar una hora de salida y el sistema climatizará el coche para que esté listo cuando vayamos a utilizarlo, o bien podemos climatizarlo en el momento, cinco minutos antes de ponernos en marcha.
Con 17,6 kWh (63 MJ), la batería está  y tiene un peso de unos 160 kg (353 lb). La batería sólo tiene 0,5 kWh (2 MJ) más que antes, pero la autonomía que consigue es de 160 km (99 millas) en ciclo europeo; y de 155 km (96 millas) para las variantes Forfour y Fortwo Cabrio. Por su parte, la evolución en la batería se ha centrado más en la eficiencia energética, a reducción de peso en unos 20 kg (44 libras) menos y la mejora de la refrigeración.  Lo que supone unas 6 horas en un enchufe convencional de 230 V y 12 A para una carga al 80%, o bien 3.5 horas a través de un Wallbox de 20 A. Además se ofrece también un cargador opcional, aún más potente, que con  supondrá poder cargar la batería un 80% en 45 minutos en toma trifásica. La garantía de la batería es de 8 años o 100 000 km (62 100 millas); y si su capacidad útil baja del 80%, te montan una nueva

### Especificaciones técnicas
- Potencia máxima: 61 kW (83 CV; 82 HP).
- Motor: Renault
- Consumo: 16,8 kWh (60 MJ)/100 km (62 millas).
- Batería: 17,6 kWh (63 MJ) compuesta por 96 celdas fabricadas por LG
- Autonomía: 159 km (99 millas).
- Tiempo de recarga: 7 horas recarga normal 7,2 kW (9,8 CV).
- Tiempo de recarga: 1 hora recarga rápida 22 kW (29,9 CV).
- Aceleración 0 a 60 km/h (0 a 37 mph): 4.8 segundos.
- Aceleración 0 a 100 km/h (0 a 62 mph): 11.6 segundos.
- Velocidad máxima: 130 km/h (81 mph).[cita requerida]

## 2019 - Smart EQ
No es más que un restyling de carrocería de su cuarta generación. Este Smart EQ fortwo se distingue fácilmente de las versiones anteriores por el nuevo diseño de la parrilla, que es mucho más grande y ahora puede ir pintada en el mismo color de la carrocería. También son diferentes los faros y las calaveras, así como la integración de los faros antiniebla delanteros opcionales. Hay unas nuevas tomas de aire verticales y el cofre ha sido ligeramente rediseñado para mejorar la aerodinámica. El aspecto del exterior también cambia debido a la oferta de nuevos colores para la carrocería y nuevos diseños para las ruedas, que pueden ser de 15 a 16 pulgadas (38,1 a 40,6 cm) de diámetro.
En el interior hay un hueco más grande delante de la palanca selectora del cambio.
Otro cambio importante es la sustitución del sistema multimedia por otro con una pantalla más grande de 8 pulgadas (20,3 cm) en vez de 7 pulgadas (17,8 cm) y que solo funciona como espejo del sistema operativo del teléfono móvil del usuario.
Como antes, el Smart EQ fortwo se puede comunicar con una aplicación para teléfonos móviles llamada smart EQ control para desde ella consultar información de interés como la autonomía o el estado de carga de la batería, así como para activar a distancia algunos dispositivos, como la calefacción. La novedad para 2020 es que smart ha introducido nuevas funciones denominadas «ready to», a través de una segunda aplicación con el mismo nombre y un módulo opcional que se instala en fábrica por 484 €; no se puede solicitar a posteriori de la fabricación del coche. Esta aplicación permite gestionar el uso compartido del vehículo (ready to share), gestionar todo el proceso de recuperación en caso de robo (theft recovery), buscar plazas libres de aparcamiento (ready to park, sólo disponible por ahora en Alemania) o un navegador que ayuda al usuario a llegar al lugar donde el vehículo está estacionado (ready to spot).
Aunque el uso compartido está en funcionamiento en muchas ciudades a través de plataformas privadas que se gestionan mediante una aplicación móvil, «ready to share» de smart está más orientada al uso entre particulares que se conocen (aunque no es condición necesaria), como por ejemplo amigos o familiares. De esta forma, es posible alguilar a alguien el coche (la tarifa la fija el propietario y se factura por minutos de uso) entregándole las llaves en mano o dejándolas dentro del coche. La aplicación no permite abrir y cerrar el coche, pero sí activar el inmovilizador, por lo que hasta que el propietario no autorice el préstamo, el coche no arranca aunque se inserte la llave. 
Smart ha llegado a un acuerdo con Mapfre para dar prestaciones de cobertura a quien solicite ready to share y contrate el seguro con esta compañía. De esta forma, el usuario mayor de 25 años que haga uso del coche a través de este servicio de préstamo, estará cubierto por una póliza a todo riesgo con franquicia de 300 €.[cita requerida]